# Partido de las Cinco Villas
Partido de la Cinco Villas es uno de los seis en que históricamente se divide la Merindad de Sotoscueva en el Corregimiento de las Merindades de Castilla la Vieja, situadas en la provincia de Burgos, comunidad autónoma de Castilla y León (España).

## Lugares que comprendía
Comprendía los siguientes cinco  lugares, todos con jurisdicción de realengo.
- Bedón
- Butrera
- Hornillalastra
- Hornillayuso
- Pereda

## Historia
A la caída del Antiguo Régimen todos los lugares quedaron agregados al ayuntamiento constitucional de Merindad de Sotoscueva, en el partido de Villarcayo perteneciente a la región de Castilla la Vieja. En la actualidad estas localidades pertenecen al mismo municipio.